# Marsh Baldon
Pour les articles homonymes, voir Marsh et Baldon (homonymie).
Marsh Baldon est une paroisse civile et un village de l'Oxfordshire, en Angleterre.